# Easter Sunday
Easter Sunday е американска комедия от 2022 г. на режисьора Джей Чандрашекхар. Във филма участват Джо Кой, Джими Янг, Тиа Карере, Брандън Уордъл, Ева Ноблесада, Юджийн Кордеро, Джей Чандрашекхар, Тифани Хадиш и Лу Даймънд Филипс. Филмът излиза по кината в САЩ на 5 август 2022 г. от „Юнивърсъл Пикчърс“.

## Актьорски състав
- Джо Кой – Джо Валенсия, комик
- Джими Янг
- Тиа Карере – Тиа Тереза
- Брандън Уордъл – Джуниър Валенсия, осиновения син на Джо
- Ева Ноблезада – Рут, любовница на Джуниър
- Лидия Гастон – майката на Джо
- Асиф Али – Тони Дайтона
- Родни То
- Юджийн Кордеро – себе си
- Джей Чандрашекхар
- Тифани Хадиш – Ванеса
- Лу Даймънд Филипс – себе си

## Продукция
Филмът е оповестен на 16 февруари 2021 г., когато Джо Кой се съгласява да участва. През април Ева Ноблесада и Брандън Уордъл се включват в актьорския състав. През май Лу Даймънд Филипс също се включва, като ще изиграе измислена образ на самия себе си.
Снимачният процес започва на 3 май 2021 г. във Ванкувър.